# Preachers of the Night
Preachers of the Night è il quinto album in studio del gruppo musicale power metal tedesco Powerwolf, pubblicato nel 2013.

## Tracce
1. Amen & Attack – 3:54
2. Secrets of the Sacristy – 4:07
3. Coleus Sanctus – 3:45
4. Sacred & Wild – 3:40
5. Kreuzfeuer – 3:47
6. Cardinal Sin – 3:47
7. In the Name of God (Deus Vult) – 3:15
8. Nochnoi Dozor – 3:45
9. Lust for Blood – 3:54
10. Extatum et Oratum – 3:56
11. Last of the Living Dead – 7:42

Durata totale: 45:32

## Formazione
- Attila Dorn – voce
- Matthew Greywolf – chitarra
- Charles Greywolf – chitarra, basso
- Roel van Helden – batteria, percussioni
- Falk Maria Schlegel – organo, tastiere